# Grúz labdarúgó-bajnokság (első osztály)
A grúz labdarúgó-bajnokság első osztálya (grúz betűkkel უმაღლესი ლიგა, magyar átírásban: Umagleszi Liga) a legmagasabb szintű, évenként megrendezésre kerülő labdarúgó-bajnokság Grúziában. 1936-tól 1989-ig a Szovjetunió grúz regionális labdarúgó-bajnokságaként, 1990 óta a már független Grúz labdarúgó-szövetség és a Grúz Professzionális Labdarúgóliga szervezi és bonyolítja le.

## A bajnokság rendszere
A bajnokság hagyományos őszi–tavaszi rendszerű volt, a bajnoki mérkőzéseket körmérkőzéses, oda-visszavágós rendszerben játszották. Minden csapat minden csapattal négyszer mérkőzik meg: kétszer hazai pályán, kétszer vendégként. A bajnokságban jelenleg 10 csapat vesz részt, az utolsó helyezett a grúz másodosztályba esik ki, az utolsó előtti pedig osztályozó mérkőzést játszik a másodosztályú rájátszás vesztes csapatával. 2017-től Grúzia átállt a tavaszi-őszi rendszerre, az első osztály továbbra is 10 csapatos maradt.

## Bajnokcsapatok a Szovjetunió idején
| - 1927: Batumi XI - 1928: Tbiliszi XI 1929–1935: nem rendezték meg - 1936: ZII Tbiliszi - 1937: Lokomotyiv Tbiliszi - 1938: Gyinamo Batumi - 1939: Nauka Tbiliszi - 1940: Gyinamo Batumi 1941–1942: nem rendezték meg - 1943: ODKA Tbiliszi 1944 nem rendezték meg - 1945: Lokomotyiv Tbiliszi - 1946: Gyinamo Kutaiszi | - 1947: Gyinamo Szohumi - 1948: Gyinamo Szohumi - 1949: Torpedo Kutaiszi - 1950: TODO Tbiliszi - 1951: TODO Tbiliszi - 1952: TTU Tbiliszi - 1953: TTU Tbiliszi - 1954: TTU Tbiliszi - 1955: Gyinamo Kutaiszi - 1956: Lokomotyiv Tbiliszi - 1957: TTU Tbiliszi - 1958: TTU Tbiliszi - 1959: Metallurg Rusztavi - 1960: Imereti Kutaiszi | - 1961: Guria Lancsuti - 1962: Imereti Kutaiszi - 1963: Imereti Kutaiszi - 1964: IngurGESZ Zugdidi - 1965: Tolia Tbiliszi - 1966: Guria Lancsuti - 1967: Merchali Maharadze - 1968: SZKA Tbiliszi - 1969: Szulori Vani - 1970: SZKIF Tbiliszi - 1971: Guria Lancsuti - 1972: Lokomotyiv Szamtregyia - 1973: Gyinamo Zugdidi - 1974: Metallurg Rusztavi | - 1975: Magaroeli Chiatura - 1976: SZKIF Tbiliszi - 1977: Mziuri Gali - 1978: Kolheti Poti - 1979: Metallurg Rusztavi - 1980: Mesahte Tkibuli - 1981: Mesahte Tkibuli - 1982: Merchali Maharadze - 1983: Samgulari Chaltubo - 1984: Metallurg Rusztavi - 1985: Sadrevani-83 Chaltubo - 1986: Sevardeni Tbiliszi - 1987: Marchali Macharadze - 1988: Kolheti Poti - 1989: Sadrevani-83 Chaltubo |

## Eddigi dobogósok és gólkirályok
| Szezon    | Bajnok                 | Ezüstérmes              | Bronzérmes          | Gólkirály                                                                             |
| --------- | ---------------------- | ----------------------- | ------------------- | ------------------------------------------------------------------------------------- |
| 2020      | Dinamo Tbiliszi        | Dinamo Batumi           | Dila Gori           | Mikola Kovtaljuk Dila Gori (10 gól)                                                   |
| 2019      | Dinamo Tbiliszi        | Dinamo Batumi           | Szaburtalo Tbiliszi | Levan Kutalia Dinamo Tbiliszi (20 gól)                                                |
| 2018      | Szaburtalo Tbiliszi    | Dinamo Tbiliszi         | Torpedo Kutaiszi    | Giorgi Gabedava SZK Csihura Szacshere Budu Zivzivadze Torpedo Kutaiszi (22 gól)       |
| 2017      | Torpedo Kutaiszi       | Dinamo Tbiliszi         | SZK Szamtredia      | Irakli Sikarulidze (Lokomotivi Tbiliszi, 25 gól)                                      |
| 2016      | SZK Szamtredia         | SZK Csihura Szacshere   | SZK Dinamo Batumi   | Budu Zivzivadze (SZK Szamtredia, 11 gól)                                              |
| 2015–2016 | Dinamo Tbiliszi        | SZK Szamtredia          | SZK Dila Gori       | Giorgi Kvilitaia (Dinamo Tbiliszi, 24 gól)                                            |
| 2014–2015 | SZK Dila Gori          | SZK Dinamo Batumi       | Dinamo Tbiliszi     |                                                                                       |
| 2013–2014 | Dinamo Tbiliszi        | SZK Zesztaponi          | SZK Szioni Bolniszi |                                                                                       |
| 2012–2013 | Dinamo Tbiliszi        | SZK Dila Gori           | Torpedo Kutaiszi    |                                                                                       |
| 2011–2012 | SZK Zesztaponi         | Olimpi Rusztavi         | Torpedo Kutaiszi    |                                                                                       |
| 2010–2011 | SZK Zesztaponi         | Dinamo Tbiliszi         | Olimpi Rusztavi     | Nikoloz Gelasvili (SZK Zesztaponi, 18 gól)                                            |
| 2009–2010 | Olimpi Rusztavi        | Dinamo Tbiliszi         | SZK Zesztaponi      | Anderson Aquino (Olimpi Rusztavi, 26 gól)                                             |
| 2008–2009 | WIT Georgia            | Dinamo Tbiliszi         | Olimpi Rusztavi     | Nikoloz Gelasvili (SZK Zesztaponi, 19 gól)                                            |
| 2007–2008 | Dinamo Tbiliszi        | WIT Georgia             | SZK Zesztaponi      | Miheil Hucisvili (Dinamo Tbiliszi, 16 gól)                                            |
| 2006–2007 | Olimpi Rusztavi        | Dinamo Tbiliszi         | Ameri Tbiliszi      | Szandro Iasvili (Dinamo Tbiliszi, 21 gól)                                             |
| 2005–2006 | Szioni Bolniszi        | WIT Georgia             | Dinamo Tbiliszi     | Dzsaba Dvali (Dinamo Tbiliszi, 21 gól)                                                |
| 2004–2005 | Dinamo Tbiliszi        | Torpedo Kutaiszi        | SZK Tbiliszi        | Levan Mikeladze (Dinamo Tbiliszi, 27 gól)                                             |
| 2003–2004 | WIT Georgia            | Szioni Bolniszi         | Dinamo Tbiliszi     | Szuliko Davitasvili (Torpedo Kutaiszi, 20 gól)                                        |
| 2002–2003 | Dinamo Tbiliszi        | Torpedo Kutaiszi        | Lokomotivi Tbiliszi | Zurab Ionanidze (Torpedo Kutaiszi, 26 gól)                                            |
| 2001–2002 | Torpedo Kutaiszi       | Lokomotivi Tbiliszi     | Dinamo Tbiliszi     | Szuliko Davitasvili (Lokomotivi/Merani-91, 18 gól)                                    |
| 2000–2001 | Torpedo Kutaiszi       | Lokomotivi Tbiliszi     | Dinamo Tbiliszi     | Zaza Zirakisvili (Dinamo Tbiliszi, 21 gól)                                            |
| 1999–2000 | Torpedo Kutaiszi       | WIT Georgia             | Dinamo Tbiliszi     | Zurab Ionanidze (Torpedo Kutaiszi, 24 gól)                                            |
| 1998–1999 | Dinamo Tbiliszi        | Torpedo Kutaiszi        | Lokomotivi Tbiliszi | Miheil Asvetia (Dinamo Tbiliszi, 26 gól)                                              |
| 1997–1998 | Dinamo Tbiliszi        | Dinamo Batumi           | Kolheti-1913 Poti   | Levan Homeriki (Dinamo Tbiliszi, 26 gól)                                              |
| 1996–1997 | Dinamo Tbiliszi        | Kolheti-1913 Poti       | Dinamo Batumi       | Georgi Demetradze (Dinamo Tbiliszi, 26 gól) David Ujmajuridze (Dinamo Batumi, 26 gól) |
| 1995–1996 | Dinamo Tbiliszi        | Margveti Zesztaponi     | Kolheti-1913 Poti   | Zviad Endeladze (Margveti Zesztaponi, 40 gól)                                         |
| 1994–1995 | Dinamo Tbiliszi        | Szamtredia              | Kolheti-1913 Poti   | Georgi Daraselija (Kolheti-1913 Poti, 26 gól)                                         |
| 1993–1994 | Dinamo Tbiliszi        | Kolheti-1913 Poti       | Torpedo Kutaiszi    | Merab Megreladze (Margveti Zesztaponi, 31 gól)                                        |
| 1992–1993 | Dinamo Tbiliszi        | Sevardeni-1906 Tbiliszi | Alazani Gurdzsaani  | Merab Megreladze (Szamgurali Ckaltubo, 41 gól)                                        |
| 1991–1992 | Iberia-Dinamo Tbiliszi | Chumi Szohumi           | Gorda Rusztavi      | Otar Kogralidze (Guria Lancshuti, 40 gól)                                             |
| 1991      | Iberia Tbiliszi        | Guria Lancshuti         | SZK Kutaiszi        | Otar Kogralidze (Gurija Lancshuti, 14 gól)                                            |
| 1990      | Iberia Tbiliszi        | Guria Lancshuti         | Gorda Rusztavi      | Gia Guruli (Iberia Tbiliszi, 23 gól) Mamuka Panculaja (Gorda Rusztavi, 23 gól)        |

Megjegyzés
- félkövéren írt minden csapat, amely az aktuális szezonban megnyerte a bajnokságot és az grúz kupát is. A dőlten jelölt csapatok az adott szezonban megnyerték az grúz labdarúgókupát, de a bajnokságot nem.

### Örökmérleg klubok szerint
| Klub                | Bajnok | Ezüstérmes | Bronzérmes | Összes bajnoki cím                                                                                   |
| ------------------- | ------ | ---------- | ---------- | --- |
| Dinamo Tbiliszi     | 18     | 5          | 5          | 1990, 1991, 1992, 1993, 1994, 1995, 1996, 1997, 1998, 1999, 2003, 2005, 2008, 2013, 2014, 2019, 2020 |
| Torpedo Kutaiszi    | 4      | 3          | 2          | 2000, 2001, 2002, 2017                                                                               |
| WIT Georgia         | 2      | 3          | 0          | 2004, 2009                                                                                           |
| Olimpi Rusztavi     | 2      | 0          | 4          | 2007, 2010                                                                                           |
| Szioni Bolniszi     | 1      | 1          | 0          | 2006                                                                                                 |
| SZK Zesztaponi      | 2      | 0          | 2          | 2011, 2012                                                                                           |
| Szaburtalo Tbiliszi | 1      | 0          | 1          | 2018                                                                                                 |
| Kolheti-1913 Poti   | 0      | 2          | 3          | |
| Lokomotivi Tbiliszi | 0      | 2          | 2          | |
| Guria Lancshuti     | 0      | 2          | 2          | |
| Dinamo Batumi       | 0      | 3          | 1          | |
| Chumi Szohumi       | 0      | 1          | 0          | |
| Margveti Zesztaponi | 0      | 1          | 0          | |
| SZK Szamtredia      | 0      | 1          | 0          | |
| TSZU Tbiliszi       | 0      | 1          | 0          | |
| Alazani Gardzsaani  | 0      | 0          | 1          | |
| Ameri Tbiliszi      | 0      | 0          | 1          | |
| SZK Tbiliszi        | 0      | 0          | 1          | |
| SZK Szamtredia      | 1      | 1          | 0          | |

## Külső hivatkozások
- Grúz Professzionális Labdarúgóliga oldala (grúzul)
- A grúz labdarúgó-bajnokság a FIFA.com-on Archiválva 2009. március 12-i dátummal a Wayback Machine-ben (angolul)
- A grúz labdarúgó-bajnokságok eredményei az rsssf.com-on (angolul)